# Аптекарське визначення ваги
Аптекарське визначення ваги — історична система мір маси, яка використовувалася лікарями і аптекарями при виготовленні ліків, а також часто і науковцями для зважування речовин.
Використання різноманітних систем мір і ваг було характерно для Європи до повсюдного впровадження метричної системи. Такий стан ускладнював міжнародну торгівлю, створюючи додаткові труднощі. У XIX столітті більшість європейських держав використовували дві системи мір ваги — «комерційну» (або «цивільну») для загальної торгівлі (наприклад, авердюпуа) і спеціальну систему для благородних металів (тройська унція). У системах виміру маси благородних металів використовувалися як різні стандарти, так і одиниці виміру (наприклад, карат).
У аптекарській системі застосовувалися унції, як і в системі вимірювання маси благородних металів. У той же час в них кількість унцій в фунті могло бути різним. Аптекарський фунт поділено на спеціальні частини, які були взяті з праць давньоримських лікарів Галена і Діоскорида. Виникала парадоксальна ситуація — аптекарі використовували одну систему мір, а торговці іншу. При обміні товарів між торговцями і аптекарями або продажу останніми ліків було незрозуміло, який з систем слід віддати перевагу. У старих торгових книгах зустрічається також термін «фармацевтична система».